# New Life Story
New Life Story è un album del cantante statunitense Robert Tepper, pubblicato nel 2012.

## Tracce
1. Nothing Gets Me High – 3:35
2. Dragged My Heart Away – 3:24
3. Torn Down Inside – 3:22
4. Angel Like You – 4:01
5. Loaded Gun – 3:32
6. New Life Story – 3:16
7. Shrinking In La – 4:00
8. Hard Concrete – 3:33
9. Hey Son – 3:28
10. So Much To Lose – 2:46
11. Living In A Corner Of My Head – 1:53

Durata totale: 36:50